# Tục bó chân

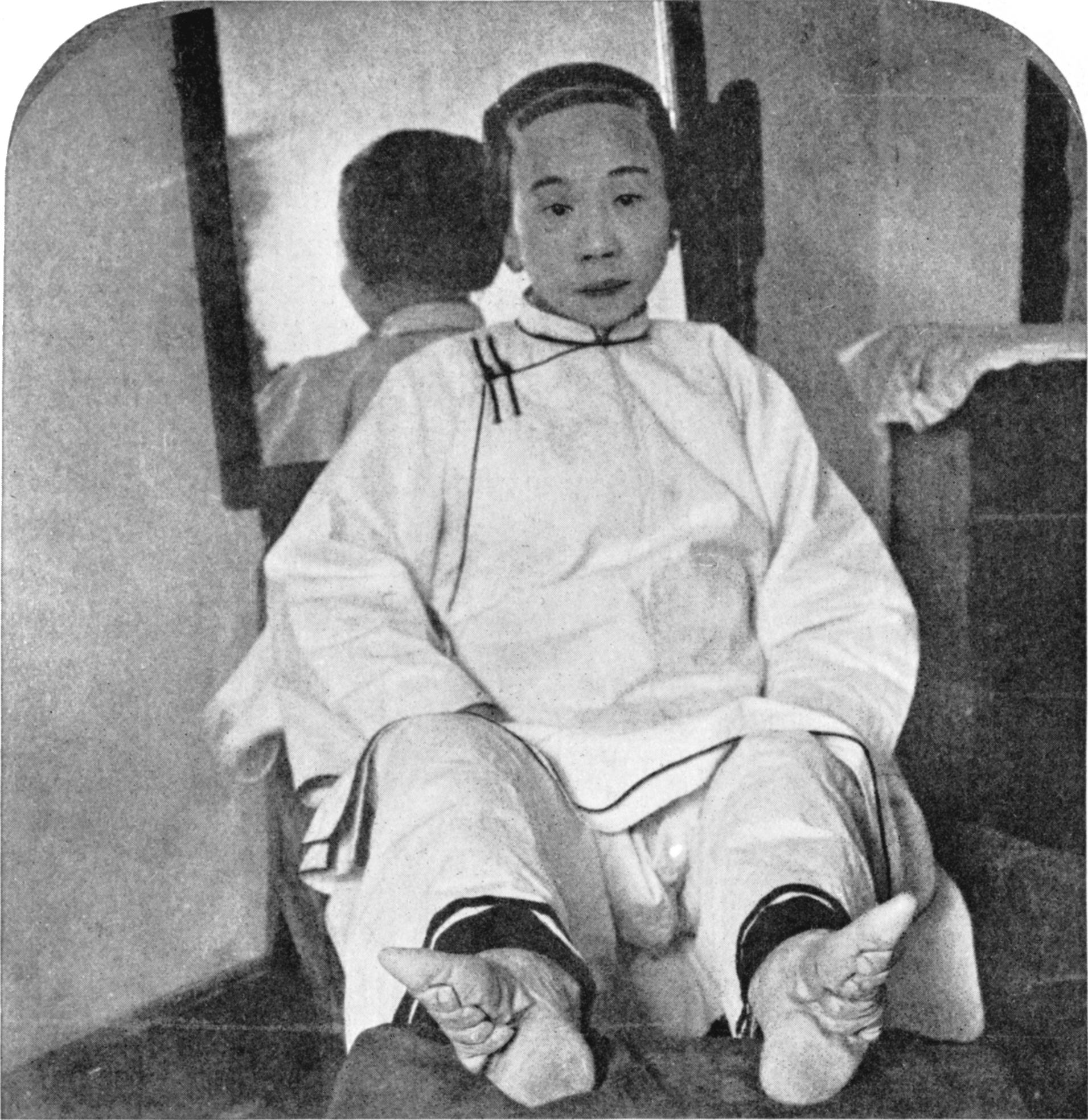
Một phụ nữ bó chân

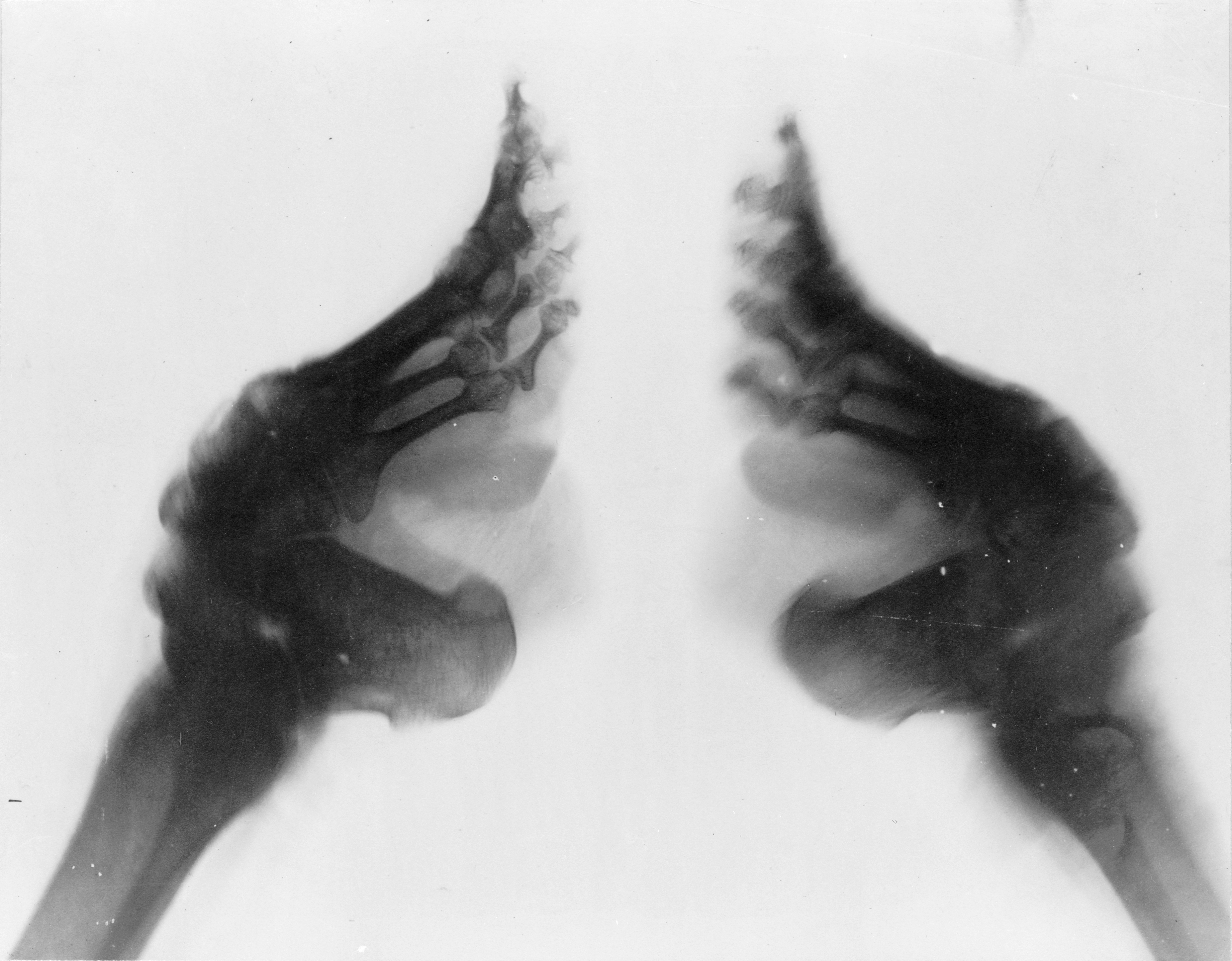
Xương của một chân đã bị bó lâu ngày

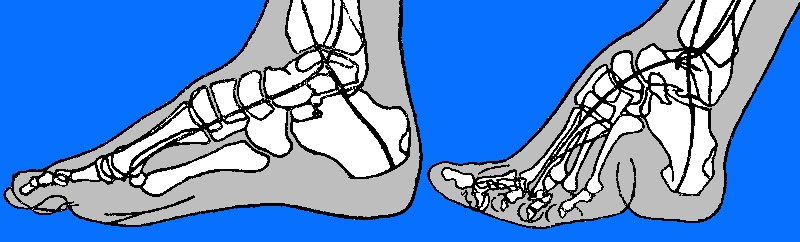
Ảnh chụp so sánh chân chưa bó và chân đã bó

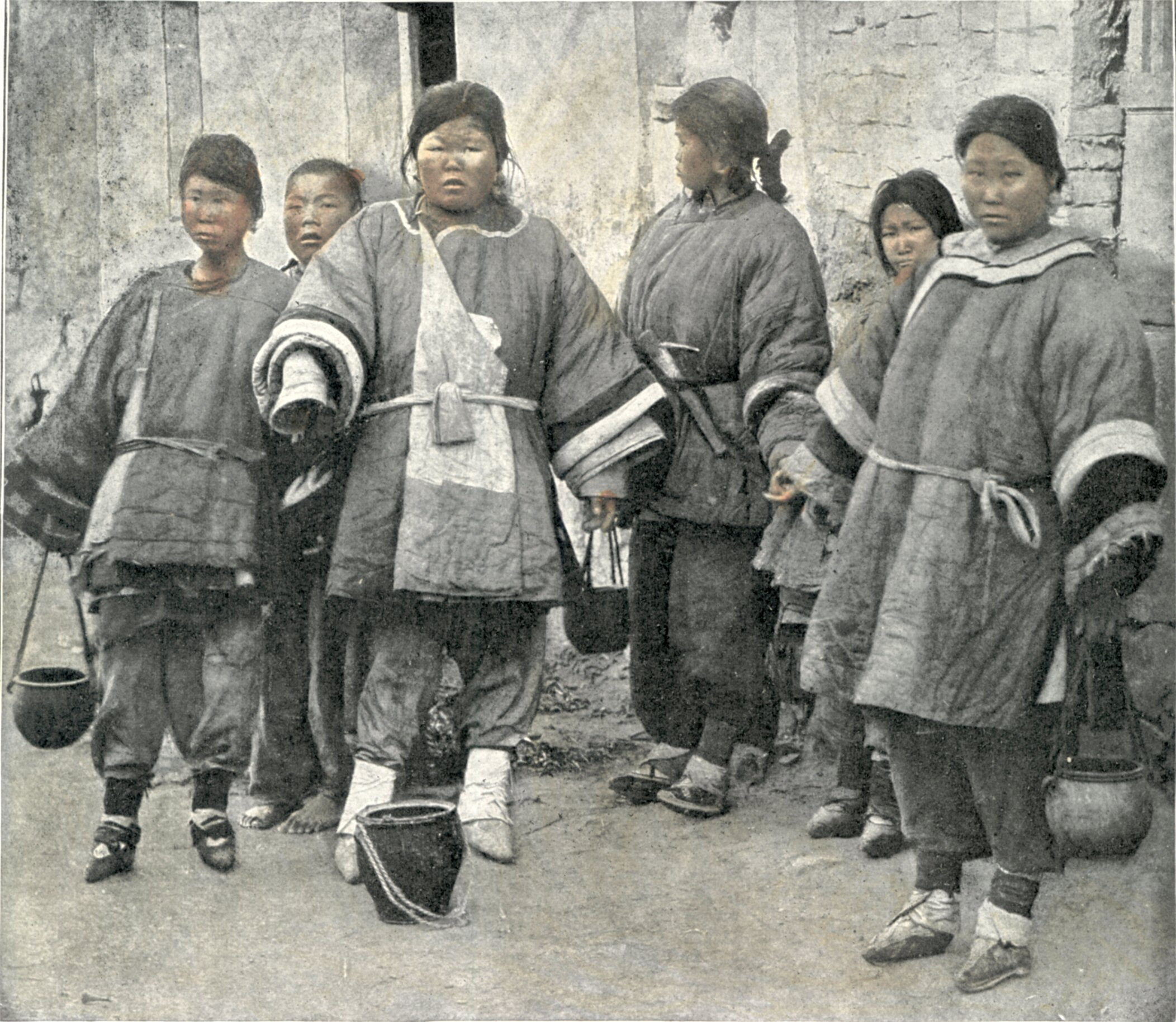
Nhóm phụ nữ bị bó chân

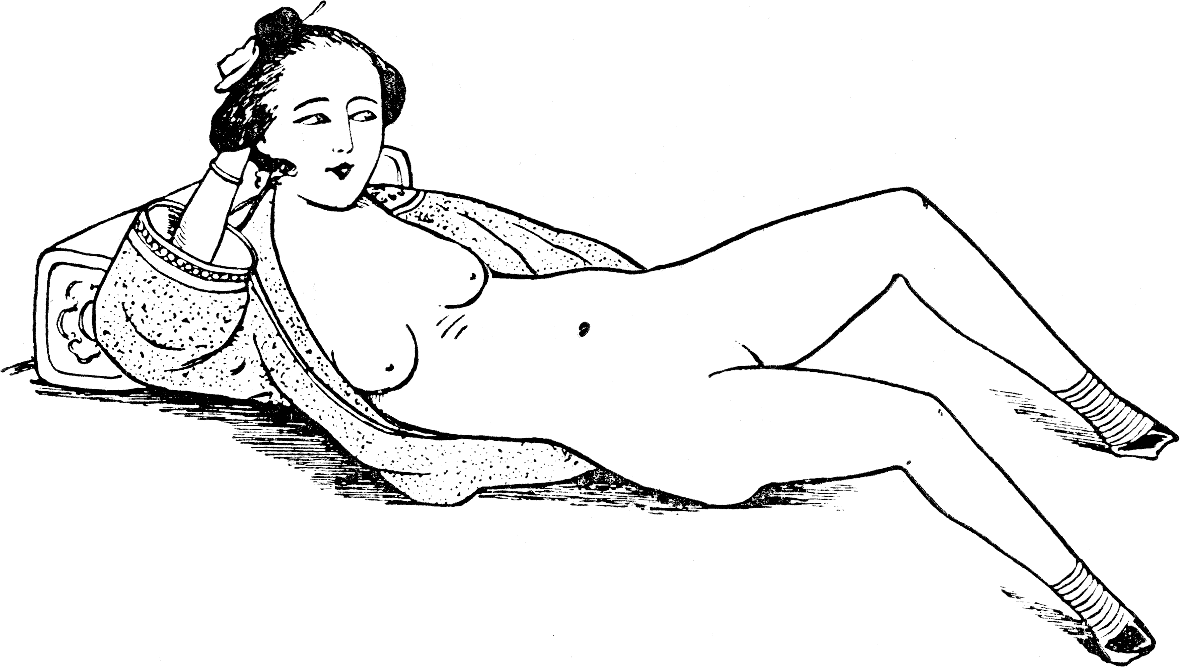
Tranh vẽ một phụ nữ bó chân

Tục bó chân là một tập tục áp dụng cho phụ nữ, nó tồn tại ở Trung Quốc trong khoảng thời gian dài hàng nghìn năm, trải qua nhiều triều đại phong kiến. Ngày nay, tục bó chân đã bị bãi bỏ.

## Lịch sử
Tục bó chân xuất hiện vào thời nhà Tống do nền Nho giáo Trung Quốc bị nghiêm khắc và khô khan hóa nhưng phổ biến nhất vào thời nhà Thanh. Có nhiều giả thuyết về xuất xứ của tục bó chân. Một trong những giả thuyết được nhắc đến nhiều là câu chuyện về một cung phi của Hán Thành Đế tên là Triệu Phi Yến,. Nàng đã quấn những dải lụa quanh bàn chân và nhảy múa. Hán Thành Đế vì rất ấn tượng với dáng điệu của Triệu Phi Yến khi nhảy múa trên đôi chân bó gọn nên gọi nó là "Kim Liên Tam Thốn" (Gót Sen Ba Tấc) và ra lệnh cho những cung phi khác cũng bắt chước theo. Một câu chuyện tương tự cũng được nhắc đến trong các tài liệu không chính thức, nhân vật chính lại là nàng Giáng Phi sống ở thời Nam Bắc Triều. Tuy rất khác nhau về tên nhân vật nhưng các câu chuyện trên cho thấy một điểm chung, tục bó chân bắt nguồn trong giới thượng lưu. Việc bó chân sau đó đã trở nên thịnh hành trong giới nữ thuộc mọi tầng lớp của xã hội Trung Quốc và dần trở thành một tập tục.
Tục bó chân vẫn tồn tại ở Trung Quốc cho đến tận thế kỉ 20. Những người cai trị thuộc tộc Mãn châu triều đại nhà Thanh (1644 đến 1912) không chấp nhận tập tục này vì nó quá hủ tục lạc hậu nhưng không mấy thành công trong việc ngăn chặn nó. Trong những năm cuối của thế kỉ 19, những học giả cải cách và các nhà truyền giáo Tây phương bắt đầu lên tiếng phản đối tập tục gây đau đớn thể xác này, tuy nhiên phải đợi đến những năm 1920 thì mới bắt đầu có sự thay đổi về phía nhận thức của dân chúng khi một số trí thức tân tiến tách tục này ra khỏi giá trị thẩm mỹ và đạo đức. Năm 1928, Quốc dân đảng người Hán tuyên bố kế hoạch xóa bỏ tập tục bó chân, yêu cầu tất cả thiếu nữ dưới 15 tuổi phải để bàn chân phát triển tự nhiên, song cũng không thu được hiệu quả đáng kể.
Sau khi Cộng hòa Nhân dân Trung Hoa được thành lập năm 1949, tục bó chân bị nghiêm cấm, và đến cuối thập niên 1960 thì tục này về cơ bản đã chấm dứt. Ngày nay, người ta chỉ còn thấy những chứng tích ít ỏi của tập tục này trên bàn chân của một số bà cụ già.

## Nguyên nhân
Về thẩm mỹ, đàn ông Trung Hoa thời kỳ đó cho rằng phụ nữ có đôi bàn chân càng nhỏ thì càng được coi là đẹp, ai có chân to thì bị coi là xấu và khó tìm chồng. Do đó, tục bó chân được thực hiện như một tiêu chuẩn bắt buộc để phụ nữ có thể kết hôn.
Ngoài ra, việc bó chân được xem là một giải pháp để kiểm soát và củng cố đức hạnh của nữ giới. Người ta tin rằng những người đàn bà với đôi bàn chân nhỏ sẽ không thể rời khỏi nhà dễ dàng, từ đó không thể có cơ hội quan hệ tình dục với người nào khác ngoài chồng mình.
Còn có những giả thiết cho rằng, tục bó chân giúp củng cố sự thẩm mỹ, dễ kết hôn chỉ là lý thuyết bề nổi. Mục đích thật sự của tục này là để kìm hãm người phụ nữ, khiến họ phụ thuộc và phục tùng hoàn toàn vào đàn ông. Ngoài ra, một trong những công dụng của bó chân còn được xem là khiến cho vùng kín của phụ nữ chặt hơn nhờ sự tác động lên cơ đùi, từ đó quan hệ tình dục cũng khiến người đàn ông kích thích hơn.

## Quá trình bó chân
Người mẹ hoặc người bà trong gia đình sẽ bắt đầu bó chân con gái hoặc cháu gái họ khi đứa trẻ từ 2 đến 5 tuổi. Quá trình này được bắt đầu trước khi khung xương chân của đứa trẻ có cơ hội phát triển. Việc bó chân thường được thực hiện vào mùa đông bởi chân trẻ sẽ bị tê lạnh, và vì thế bớt đi cảm giác đau đớn.
Đầu tiên, từng chân sẽ được ngâm trong nước lá dược thảo và máu động vật ấm. Nó có tác dụng nhằm ngăn ngừa sự hoại tử. Sau đó tất cả móng chân sẽ bị cắt càng sâu càng tốt để ngăn chặn sự phát triển của chân và sự nhiễm trùng sau đó. Để chuẩn bị tinh thần cho cô gái những gì sẽ xảy đến tiếp theo, bàn chân sẽ được xoa bóp nhẹ nhàng. Những dải băng bằng lụa hoặc cotton dài khoảng 3m và rộng 5 cm đã được chuẩn bị sẵn và cũng được ngâm vào hỗn hợp dược thảo và máu động vật tương tự. Từng bàn chân sau đó sẽ bị bẻ gãy và cuốn gọn vào trong những dải băng ướt này, nén thật chặt đến kiệt nước,kéo giật mạnh về phía gót chân. Đôi khi người ta còn tạo ra những vết cắt sâu ở lòng bàn chân để công việc này được dễ dàng.
Trình tự này sẽ được lặp lại 2 ngày một lần, với một lần bó chân mới. Mỗi lần bó lại, dải băng lại được thắt chặt hơn nữa làm cho quá trình bó chân càng ngày càng đau đớn. Bệnh phổ biến nhất sau khi bó chân là nhiễm trùng. Móng chân sẽ mọc dài ra, đâm vào thịt làm rữa thịt, đôi khi làm rụng cả ngón chân. Căn bệnh này có thể dẫn đến tử vong. Và đôi khi xương bàn chân mọc theo hướng đâm thẳng về phía gót chân. Khi trưởng thành, người bó chân có thể gặp nguy hiểm với những vấn đề về sức khỏe. Những phụ nữ lớn tuổi thì có nguy cơ cao bị gãy xương chậu và các xương khác khi ngã, họ cũng khó mà đứng dậy được khi đang ngồi.